# 김재홍 (작가)
김재홍(Kim Jae-hong, 1958)은 한국의 일러스트레이터이다. 그는 ‘인간과 자연은 하나’라는 작품 세계를 바탕으로 많은 개인전과 단체전을 열었다. 그의 첫 그림책 <동강의 아이들>로 2004년 스위스 ‘에스파스 앙팡 상’을 받았다. 2006년에는 삽화를 그린 <고양이 학교>로 프랑스의 ‘앵코롭티블 상’을, 2007년에는 <영이의 비닐우산>으로 ‘BIB 어린이 심사위원상’을 수상했다. 그는 ‘그림 속 숨은 그림’을 그리는 작품 스타일로 잘 알려져 있다. 숨은 그림을 통해 인간과 자연의 관계를 드러내는 김재홍의 작품 <동강의 아이들>, <숲 속에서>는 프랑스, 일본 등으로 수출되었다.

## 생애
김재홍은 1958년 2월 14일 대한민국 경기도 의정부에서 태어났다. 1985년 미술계 데뷔부터 2000년도까지는 순수미술 작품을 위주로 작업했고 다수의 개인전과 기획 초대전 및 단체전에 참가했다. 이후 그가 그림책 작가로 데뷔하는데 이억배, 권윤덕, 정승각의 영향을 받았다.
1999년 ‘그림 속에 숨은 그림전’을 통해 그림책 제작 관련 제안을 받게 됐고, <동강의 아이들>을 첫 출간작으로 그림책 작가 활동을 시작하게 된다. 2000년도 첫 출간작 이후 <숲속에서>, <로드킬-우리 길이 없어졌어요>의 글, 그림 작업을 하고 <영이의 비닐우산>, <그해 가을> 등 다수의 그림책, 동화책에 그림을 그렸다. 1985년부터 2023년까지 11회의 개인전과 90여 회의 단체전을 진행했다. 그의 작품들은 국립현대미술관, 부산시립미술관, 전남도립미술관, 경기문화재단 등에 소장되어 있다.

### 불우한 유년 및 청년 시절을 보내다 (1960년대~1980년대)
김재홍은 1958년 2월 14일 경기도 의정부에서 태어났다. 6살 때 부친이 세상을 떠난 후 그는 혼자 세상에 내버려졌다. 그래서 그는 아버지에 대한 기억도 누이동생에 대한 추억도 없다. 그는 친척집을 전전하다 9살 때부터 자취를 하기 시작했다. 서울 서대문구 홍은3동 백련사 밑에서 단칸방 생활을 했다. 신문도 돌리고, 구두도 닦고, 학교는 제대로 다니지 못했다. 여동생 둘은 고아원에 있다가 결국 미국으로 입양되었는데, 22년 후 두 동생을 TV 프로그램을 통해 극적으로 만났다. 이는 그의 인생을 바꾸는 중요한 계기가 된다. 어렸을 때부터 그림을 잘 그린다는 소문난 그가 그림을 그려서 돈을 벌게 된 건 열여섯 살 때였다. 우연히 교회 중등부 선생님으로 봉사 나온 신학대학에 다니던 형이 그의 그림 실력을 알아보고, 만화 그리는 일을 하게 도와줬다. 또 그 형의 도움으로 검정고시를 보고 배재고등학교에 들어가게 되었다. 그림을 그리고 싶어 홍익대학교 서양화과에서 입학했지만, 졸업하지는 못했다. 한 인터뷰에서 그는 그의 가슴 속 응어리들로 다른 친구들처럼 살지 못하게 했고, 학교에서 가르치는 그림 그리는 방식도 내 마음에 들지 않았다고 말했다.

### 민중미술 화가로 활동을 시작하다 (1990년대)
대학을 다니면서부터 미술 학원에서 학생들을 가르치기 시작한 그는 노량진에서 미술 학원을 운영해서 경제적인 기반을 다졌다. 미술 학원을 하면서 꾸준히 작품 활동도 병행했다. 그러다 93년에 학원을 정리하고 전업 작가의 길을 걷게 되었는데, 바로 여동생들을 만난 해였다. 여동생들을 만나고 나니 마음이 풀어지면서 세상이 좀 더 부드러워 보이기 시작했다. 그 뒤에 그는 대표작인 ‘거인의 잠’ 그림도 그리게 되었다. 그는 평소 땅과 산과 들이 갖고 있는 사람의 형상에 관심이 많았다. ‘대지’ 연작과 ‘거인의 잠’ 연작을 보면 자연에서 남다른 것을 발견하는 그의 시선이 참 특별하다는 생각을 하게 된다. 그는 한 인터뷰에서 지리산 노고단을 갔는데, 산을 따라 구불구불 길을 파낸 모습이 거대한 사람이 누워 있는 것 같다고 생각이 들었고, 그 뒤로 산과 들을 바라보면 여러 거인의 모습이 떠올랐다고 말했다.

### 늦깎이 그림책 작가가 되다(2000년대 이후)
그가 그림책 작가가 되기까지 친구들의 도움을 많이 받았다. 민중미술가로 활동하던 그는 안양, 수원 지역 출신 화가인 이억배, 권윤덕, 정승각 등과 함께 <우리의 땅전>이라는 전시 모임을 하고 있었다. 그들은 주로 어린이책에 그림을 그리던 그림책 작가로, 그들이 치열하면서도 열정적으로 그림을 그리는 것을 보고 깊은 감동을 받았고, 자연스럽게 관심을 갖게 되었다고 한다. 그러던 중 1999년 ‘그림 속에 숨은 그림전’을 보고 나서 그림책을 엮어 보자는 제안을 받게 되었다. ‘그림 속의 숨은 그림－동강전’이라는 숨은 그림으로 화제를 불러일으켰다. 숨은 그림이란 얼핏 보면 그냥 동강의 풍경이지만 90도로 세워보면 그 속에 어머니도 보이고, 오누이도 보이는 일종의 착시효과를 노린 것이다. 관람객이 2만 명이 넘었을 정도로 인기를 끌었으며, ‘모자상’ 그림은 고등학교 1학년 미술교과서에 실렸다. 그렇게 해서 나온 책이 《동강의 아이들》이다. 《동강의 아이들》은 출간하자마자, 뜨거운 반응을 얻게 되었고, 그 이후는 그는 독보적인 그림책 작가로 활동을 시작하게 된다.

## 경력
김재홍은 첫 작품인 <동강의 아이들>로 2004년에 에스파스 앙팡 도서상을 수상했다. 원화인 ‘모자상’은 한국의 고등학교 1학년 미술 교과서에 실렸다. 2001년에 출간한 김진경 글 <고양이 학교>는 대만, 중국, 일본, 프랑스에서 번역, 출판되어 이후 2006년에 프랑스의 아동문학상인 앵코륍티블 상(Le Prix des Incorruptibles)을 수상했다. 해당 작품은 ‘CM2/6e’에 선정된 유일한 동양 작품이다. 이 도서로 파리도서전에 공식 초청되기도 했다. 2007년에는 <영이의 비닐우산>이 BIB 어린이 심사위원상을 받았다. 2016년, 조정래 작가의 ‘태백산맥’ 삽화 작업을 진행했다. 이외에도 한국을 대표하는 문학가인 박완서, 김용택, 김향이, 이금이 등의 작품에 그림을 그렸다.

## 스타일
김재홍은 자연과 인간을 주제로 한 그림책을 많이 그린다. 그의 작품은 에메랄드빛의 푸른 색감을 사용한다. 대표작인 <동강의 아이들>, <숲 속에서>, <영이의 비닐우산> 등이 그 예시이다. 그의 그림에는 ‘숨은 그림’이 많다. <동강의 아이들> 속 바위와 강물의 풍경에는 큰 새, 곰, 엄마, 아빠, 아이들의 모습이 숨겨져 있다. <숲 속에서>의 숲 배경에서는 매미, 호랑이, 토끼, 잠자리 등을 찾을 수 있다. 독자들은 그림책을 보며 숨은 그림을 찾는 재미를 느낀다.

## 대표작

### 《동강의 아이들》
동강의 아름다운 자연을 어린이들에게 그림책으로 보여주고자 만든 책. 책장을 펼치면 장면마다 시원한 동강의 계곡이 아름답게 펼쳐진다. 짙푸른 녹음과 맑고 깊은 물, 바위, 모래밭과 그 위에서 노는 동이와 순이의 모습이 정겹게 느껴진다. 강가에 있는 바위로 사람이나 동물의 형상을 그린 ‘그림 속에 숨은 그림’을 발견하는 것도 재
미있다. 무심히 보면 동강의 자연을 그대로 담은 그림인데 그 속에 다른 형상을 만들어 그림을 보는 재미를 느낄 수 있다. 그러나 동강에서 살아가는 아이들의 모습까지 한꺼번에 담다 보니 이야기 그림책으로의 긴장감이 덜하다는 아쉬움도 있다.
《동강의 아이들》은 2004년 에스파스 앙팡 도서상을 수상하기도 했다. 이 상은 스위스 발레(Valais)주(州) 책마을에 본부를 둔 에스파스 앙팡이 주는 상으로, 에스파스 앙팡은 피아제 이론을 바탕으로 ‘어린이에 대한 이해’라는 취지와 목적을 추구하는 여러 가지 사업과 활동을 진행하고 있다. 다국적 심사위원단(작가, 편집자, 심리학자, 불문학자 등 다양한 인원으로 구성)에 의해 2년마다 한 권씩 선정하여 작가에게 시상하고 있으며, 대상은 만 4~10세 어린이를 대상으로 한 책이다. 선정 기준은 어린이들 특유의 세계관을 존중한 책, 어린이로 하여금 깨달음, 느낌, 또는 이해하려는 노력과 같은 반응을 불러일으키는 책, 사실적인 이야기를 들려주는 책 등이다.

### 《숲 속에서》
《숲 속에서》는 《동강의 아이들》에 이은 김재홍 작가의 두 번째 그림책이다. 도시에서 시골로 이사 온 샘이의 눈에 보이는 경이로운 자연의 모습이 소개된다. 자연은 마치 숨은 그림 찾기처럼 비밀을 간직하고 있다가 경이롭게 바라보는 맑은 눈에만 제 숨은 모습을 드러내는 것 같다. 시골 생활을 지루해하던 샘이는 숲의 신비로움에 눈뜨게 되면서 점차 자연과 시골 생활에 익숙해져 간다. 경이로운 자연을 열린 눈으로 바라보라고, 그래서 사람과 자연이 하나 되는 포근한 세상을 만들어 가자고 이야기한다. 이 메시지를 아름답고 신비로운 숲의 풍경을 통해 온화한 분위기로 전해 주고 있다. 유화로 그려진 그림은 마치 손에라도 잡힐 듯 생생하게 우리 앞에 펼쳐진다.

### 《고양이 학교 시리즈》
한국 환상 동화로서는 최초로 연작 형식으로 서술된 《고양이 학교》는 총 3부 11권으로 이루어져 있다. 《고양이 학교》는 동서양의 신화와 전설을 토대로 ‘인간과 자연의조화’라는 메시지를 담은 작품으로 마법의 세계, 선과 악의 대결, 다양한 성격의 캐릭터 등이 조화를 이루면서 새로운 차원의 아동판타지를 탄생시킨 것으로 평가 받는다. 특히 《고양이 학교》는 빼어난 스토리만큼이나 삽화가 아름답기로 정평이 나있다. 아크릴 물감을 사용해 극사실주의 화풍으로 표현한 120~130여장의 귀엽고 예쁜 고양이 그림들은 안 그래도 환상적인 이야기를 더욱 환상적으로 만들어준다. 김재홍 작가는 이 작품에서 살아 있는 듯한 사실적인 고양이 묘사와 화려한 색상, 글의 이해와 리듬감을 살리는 뛰어난 구성력을 보여 주었다. 이 작품은 대만, 중국, 일본, 프랑스에서 번역, 출간되었고, 2006년 프랑스의 아동문학상인 앵코륍티블(Le Prix des Incorruptibles) 상 수상작이기도 하다. 2006년 당시 프랑스 전역에서 3천여 개의 학교와 어린이와 청소년 13만5천여 명, 그리고 어른 5천여 명이 투표에 참여해 ‘고양이 학교’를 수상작으로 결정했다. ‘고양이 학교’는 연령별로 일곱 단계로 나누어진 부문에서 우리의 초등학교 5~6학년에 해당하는 ‘CM2/6e’에 동양 작품으로 유일하게 후보작에 올랐다. 2016년에는 한불 수교 130주년을 맞아 열리는 파리도서전에 공식 초청되기도 했다.

### 《영이의 비닐우산》
《영이의 비닐우산》은 윤동재 시인이 자신의 경험을 바탕으로 쓴 이야기시를 그림책으로 만든 시그림책이다. 《영이의 비닐우산》은 나눔을 통해 더불어 살아가는 소외된 사람들의 이야기다. 작은 것이라도 나누는 일이 소중한 것은 그것을 통해 성장하고 변화할 수 있다는 주제를 담고 있다. 《영이의 비닐우산》은 영이의 하루를 객관적인 시각으로 끌어간다. 영이의 초록색 우산을 따라가다 보면, 우리는 영이를 따라 움직이는 듯한 인상을 받는다. 그래서 절제된 색감으로 표현된 비 오는 날의 풍경이 더 생생하게 다가오며 영이의 수줍음과 용기에 가슴이 뭉클해진다. 거기에 흙을 붙여 거친 질감을 살린 바닥과 현실을 표현하는 회색, 나눔을 표현하는 초록의 이미지가 중첩되어 희망의 메시지를 강화한다. 특히 그림책 중반 부분은 영이의 시선에서 할아버지의 시선으로 시점이 바뀌면서 영이와 할아버지 사이에 흐르는 교감을 묵직하게 보여 준다. 비가 갰지만 비닐우산을 펼쳐 들고가는 영이의 뒷모습은 치유와 성장의 의미를 담은 화가의 기원이기도 하다. 그림책 속 영이처럼 수줍어도 먼저 내미는 손길을 통해, 이 세상을 따뜻하게 밝혔으면 한다.

### 《로드킬, 우리 길이 없어졌어요》
길에서 안타깝게 사라지는 동물들의 이야기를 통해 생명에 대한 사랑과 환경 문제에 대해 아이들이 새로운 생각을 갖도록 이끌어주는 그림책이다. 차 사고로 친구를 잃은 강아지. 친구 곁을 지키던 강아지에게 너구리가 다가온다. 너구리도 차 사고로 가족들을 잃고 혼자였다. 너구리의 가족들은 먹이를 구하려고 길을 건너려다 사고를 당했다. 강아지와 너구리는 서로에게 의지하며 안전한 곳을 찾아 길을 떠나지만 어디서나 위험이 도사리고 있다. 김재홍 작가는 한 인터뷰에서 이 책을 통해 무분별한 개발이 동물에게 위협적임을 보여주고 싶었다고 했다. 또 동물들과 상생할 수 있는 방법을 어린이들과 고민하고 싶었다고 했다. 이 책을 만들며 가장 고민된 것은 ‘잔인한 현실을 여과 없이 보여줘야 하나?’였다고 한다. 아이들에게 충격적일 수 있기에 수위조절을 가장 고민했다고 한다. 작품 속 지평선은 멀고 뜨겁고 이뤄질 수 없는 불안감을 나타냈다. 하지만 그 뒤에 희망이 있을 수 있다는 느낌도 표현하고 싶었다고 한다

## 수상
- 2019 브라티슬라바 일러스트레이션 비엔날레 후보작 (BIB) - 그해 가을[13]
- 2007 브라티슬라바 일러스트레이션 비엔날레(BIB), 어린이 심사위원상 - 영이의 비닐우산
- 2006 프랑스 앵코륍티블상 (Winner of the Le Prix des Incorruptibles) - 고양이학교 시리즈
- 2004 에스파스 앙팡상 (Winner of the Le Prix International du Livre Espace- Enfants) - 동강의 아이들

## 작품
- 2013 로드킬, 우리 길이 없어졌어요 (스푼북) ISBN 978-89-93260-85-4
- 2000 숲 속에서 (길벗어린이) ISBN 978-89-86621-74-7
  - 2013 在樹林裡 (廣智文化事業股份有限公司, China) ISBN 978-986-6034-54-1
  - 2007 Dans les bois (Picquier Jeunesse, France) ISBN 9782877309547
- 2000 동강의 아이들 (길벗어린이) ISBN 978-89-86621-72-3
  - 2008 Les enfants de la riviere (Picquier Jeunesse, France) ISBN 9782809700251
  - 2007 かわべのトンイとスニ (小学館, Japan) ISBN 978-4-09-726205-3
  - 2005 Les enfants de la riviere-DONG (Les Portes du Monde, France) ISBN 9782847460995

## 글 작가와의 협업 작품
- 2018 그해 가을 (창비) ISBN 978-89-364-5533-0
- 2016 태백산맥 (해) ISBN 978-89-6574-920-2
- 2016 블로뉴 숲의 마녀 2 – 고양이 학교 파리 편 (문학동네어린이) ISBN 9788954639071
  - 2016 LA SORCIERE ET LE JARDIN SECRET 2 (Pilippe picquier, France) ISBN 9782809711998
- 2016 블로뉴 숲의 마녀 1 – 고양이 학교 파리 편 (문학동네어린이) ISBN 9788954639064
  - 2016 LA SORCIERE ET LE JARDIN SECRET 1 (Pilippe picquier, France) ISBN 9782809711608
- 2015 하나가 된 사랑나무 (봄봄출판사) ISBN 978-89-91742-73-4
  - 2020 相親相愛的兄弟樹 (大穎文化事業股份有限公司, Taiwan) ISBN 978-957-9125-83-3
- 2015 엄마의 품 (바우솔) ISBN 978-89-8389-809-8
- 2014 집안일 (파랑새) ISBN 978-89-6155-450-3
- 2014 앙코르와트의 비밀3 - 고양이 학교 세계편 (문학동네어린이) ISBN 978-89-546-2423-7
  - 2015 ECOLE DES CHATS A ANGKOR 3 - L'AME DE CRISTAL (Pilippe picquier, France) ISBN 9782809711080
- 2013 앙코르와트의 비밀 2 - 고양이 학교 세계편 (문학동네어린이) ISBN 978-89-546-2359-9
  - 2015 ECOLE DES CHATS A ANGKOR 2 - LES CLONES D'APOPHIS (Pilippe picquier, France) ISBN 9782809710892
- 2013 앙코르와트의 비밀 1 - 고양이 학교 세계편 (문학동네어린이) ISBN 978-89-546-2358-2
  - 2015 ECOLE DES CHATS A ANGKOR 1 - LE SECRET D'ANGKOR (Pilippe picquier, France) ISBN 9782809710403
- 2013 어흥어흥 어름치야 (비룡소) ISBN 978-89-491-0308-2
- 2013 구름 (바우솔) ISBN 978-89-8389-513-4
- 2013 엄마가 섬 그늘에 굴 따러 가면 (봄봄출판사) ISBN 978-89-91742-47-5
- 2012 너, 제주도에 있니? (밝은미래) ISBN 978-89-6546-091-6
- 2011 아가 마중 - 참으로 놀랍고 아름다운 일 (한울림어린이) ISBN 978-89-5827-056-0
- 2011 우리 가족이 살아온 동네 이야기 (열린어린이) ISBN 978-89-90396-31-0
- 2009 마사코의 질문 – 개정판 (푸른책들) ISBN 978-89-5798-185-6
- 2007 고양이 학교 3부 3 - 거인의 들 (문학동네어린이) ISBN 978-89-546-3210-2
  - 2010 DERNIERES AVENTURES DE L'ECOLE DES CHATS 3 – PLAINE (Pilippe picquier, France) ISBN 9782809701739
- 2007 고양이 학교 3부 2 - 하늘의 돌 (문학동네어린이) ISBN 978-89-546-3209-6
  - 2009 DERNIERES AVENTURES DE L'ECOLE DES CHATS 2 – PIERRES (Pilippe picquier, France) ISBN 9782809701210
- 2007 고양이 학교 3부 1 - 청동 거울의 전설 (문학동네어린이) ISBN 978-89-546-3208-9
  - 2009 DERNIERES AVENTURES DE L'ECOLE DES CHATS 1 – MIROIR (Pilippe picquier, France) ISBN 9782809701043
- 2007 무지개 (푸른책들) ISBN 978-89-5798-121-4
- 2007 고양이 학교 2부 3 - 흰빛 불가사리 (문학동네어린이) ISBN 978-89-546-3207-2
  - 2008 NOUVELLES AVENTURES DE L'ECOLE DES CHATS 3 - BULGASSARI (Pilippe picquier, France) ISBN 9782809700190
- 2007 고양이 학교 2부 2 - 금관의 비밀 (문학동네어린이) ISBN 978-89-546-3206-5
  - 2008 NOUVELLES AVENTURES DE L'ECOLE DES CHATS 2 - SECRET DE LA Pilippe picquier, France) ISBN 9782809700138
- 2007 고양이 학교 2부 1 - 태양신검의 수호자 (문학동네어린이) ISBN 978-89-546-3205-8
  - 2007 NOUVELLES AVENTURES DE L'ECOLE DES CHATS 1 – DEFENSEURS (Pilippe picquier, France) ISBN 9782877309738
- 2006 우리 할아버지입니다 (삼성출판사) ISBN 978-89-15-05129-4
- 2005 영이의 비닐우산 (창비) ISBN 89-364-5409-9
  - 2010 O guarda-chuva verde (EDICOES SM, Brazil) ISBN 9788576757429
  - 2008 Le Parapluie Vert (Didier Jeunesse, France) ISBN 9782278058785
  - 2006 ヨンイのビニールがさ (岩崎書店, Japan) ISBN 4-265-06814-6
- 2003 고향으로 (길벗어린이) ISBN 978-89-5582-005-8
- 2003 옛날 스님들은 어떻게 살았을까 (파랑새어린이) ISBN 89-7057-664-9
  - 2008 Graine de Bouddha (Pilippe picquier, France) ISBN 9782809700534
- 2002 고양이 학교 5 - 영혼의 산 (문학동네어린이) ISBN 978-89-546-8636-5
  - 2006 L'ECOLE DES CHATS 5 - MONTAGNE DES AMES (Pilippe picquier, France) ISBN 9782877309066
- 2001 고양이 학교 4 - 나는 그대 눈동자 속에 있으리 (문학동네어린이) ISBN 978-89-546-8635-8
  - 2006 L'ECOLE DES CHATS 4 - JE TE SAUVERAI DES TENEBRES (Pilippe picquier, France) ISBN 9782877308786
- 2001 고양이 학교 3 - 시작된 예언 (문학동네어린이) ISBN 978-89-546-8634-1

- 2001 고양이 학교 2 - 마법의 선물 (문학동네어린이) ISBN 978-89-546-2670-5
- 2001 고양이 학교 1 - 수정동굴의 비밀 (문학동네어린이) ISBN 978-89-546-8632-7
  - 2006 L'ECOLE DES CHATS - VOLUMES 1, 2 ET 3 (Pilippe picquier, France) ISBN 9782877309769
- 2000 쌀뱅이를 아시나요 (파랑새어린이) ISBN 978-89-7057-236-9

## 참고
작가연구자료집 2018, KBBY 국제아동청소년도서협의회